# Internationale Hygiene-Ausstellung Dresden 1930
Die Internationale Hygiene-Ausstellung Dresden 1930 (auch II. Internationale Hygiene-Ausstellung Dresden), vom 17. Mai bis 12. Oktober 1930 und verlängert vom 6. Mai bis 20. Oktober 1931, war eine stark beachtete und nachwirkende Ausstellung in Dresden. Sie galt als zukunftsweisend und stieß auf entsprechend heftige Kritik in konservativen Kreisen.
Laut Statistischem Jahresbericht Dresdens war sie mit 3,0 Millionen Besuchern im Jahr 1930 und 1,7 Millionen Besuchern 1931 trotz wirtschaftlich schwieriger Zeiten eine sehr erfolgreiche Ausstellung.

## Vorbereitungen
Am 19. Oktober 1927 fasste man in Dresden den Beschluss, im Jahr 1930 eine international ausgerichtete Hygiene-Ausstellung durchzuführen. Der Vorschlag ging auf den damaligen Direktor des Deutschen Hygiene-Museums Georg Seiring zurück.
Diese Ausstellung sollte dem Vermächtnis von Karl August Lingner, Schöpfer und Organisator der Internationalen Hygiene-Ausstellung 1911 in Dresden, Rechnung tragen. Durch ihn war erstmals ein umfassender Gedanke von Hygiene öffentlich und ganzheitlich popularisiert worden. Lingner hatte nach der Schließung der Ausstellung zahlreiche Objekte in einem Gebäude der Dresdner Neustadt eingelagert und so einen provisorischen Vorläufer des Deutschen Hygiene-Museums geschaffen. Lange nach seinem Tod 1916 plante die Stadt Dresden den Bau eines Hygiene-Museums, dessen Eröffnung mit der zweiten Internationalen Hygiene-Ausstellung im Jahr 1930 zusammenfiel.
Das Augenmotiv, das Franz von Stuck auf dem Ausstellungsplakat von 1911 verarbeitet hatte, wurde von dem Dresdener Designer Willy Petzold aufgegriffen und damit – in modernerer Form – zum Symbol der Kontinuität der Ausstellungsidee. 
Mit der wissenschaftlich-organisatorischen Ausgestaltung beauftragte die Geschäftsleitung eine auf diesem Gebiet umfassend erfahrene Person. Die promovierte Medizinerin Marta Fraenkel hatte bereits das wissenschaftliche Konzept der GeSoLei in Düsseldorf erstellt und deren Durchführung geleitet. Unter der wissenschaftlichen Gesamtleitung von Karl Süpfle, Direktor des Hygienischen Instituts der Technischen Hochschule Dresden, übernahm Marta Fraenkel die Aufgabe der wissenschaftlichen Geschäftsführerin.
Zur Erlangung einer möglichst breiten internationalen Beteiligung nahm die Geschäftsleitung der Ausstellung 1928 mit dem Auswärtigen Amt in Berlin Kontakt auf. Noch im selben Jahr wurden die deutschen Geschäftsträger in allen mit Deutschland diplomatisch verbundenen Staaten angewiesen, bei offiziellen Stellen eine Einladung zur Beteiligung auszusprechen. Diesem Ansinnen waren 19 Staaten mit eigener Präsentation gefolgt.

## Konzept

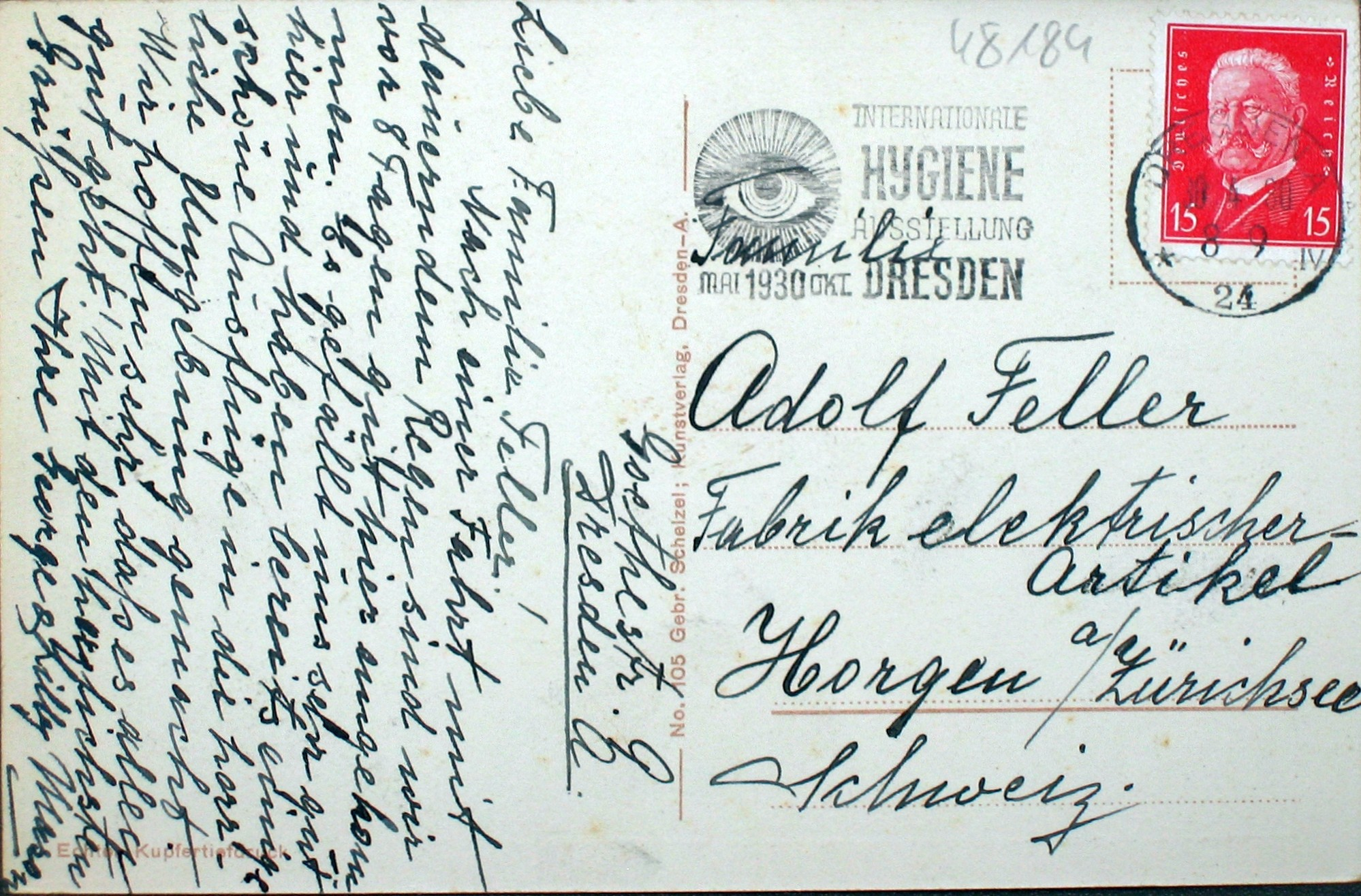
Postkarte von 1930 mit Werbestempel für die Ausstellung

Die konzeptionellen Vorbereitungen zur Internationalen Hygiene-Ausstellung 1930 waren aus drei Gründen von günstigen Voraussetzungen begleitet. Als ersten Umstand galt es, die Erfahrungen von der Internationalen Hygiene-Ausstellung Dresden 1911, auch Dresdner Hygieneausstellung genannt, aufzugreifen und der inzwischen eingetretenen beträchtlichen Entwicklung in Wirtschaft, Gesellschaft und Wissenschaft anzupassen. Der zweite Vorteil ergab sich aus einer fast achtjährigen intensiven Ausstellungspraxis in vergleichbarer Größenordnung (Jahresschau Deutscher Arbeit Dresden). Der dritte Vorteil bestand in der relativ zeitnah durchgeführten GeSoLei von Düsseldorf und der bereits dort tätigen Marta Fraenkel. Dadurch war dem Vorhaben in mehrfacher Hinsicht ein vorbereitetes Feld geebnet. Diesen positiven Faktoren standen die Auswirkungen der Weltwirtschaftskrise gegenüber, die in der gesamten Gesellschaft bereits tiefe ökonomische, soziale und kulturelle Spuren hinterlassen hatte.
Mit dem Konzept beabsichtigten die Organisatoren die zeitgenössischen Probleme der Hygiene aufzugreifen und für eine gesundheitsorientierte Lebensführung auf rationeller Basis zu werben, die für die Betroffenen nur eine geringe wirtschaftliche Belastung erzeugen durfte. Ferner war beabsichtigt, einen repräsentativen Querschnitt zu den damals herrschenden wissenschaftlichen Hygieneauffassungen zu präsentieren. Man versprach sich wechselseitige positive Wirkungen zwischen dem Gesundheitssektor und der Wirtschaft sowie eine verständnisvolle Zusammenarbeit von Künstlern und Wissenschaftlern. Die Einbindung der Künste in allen bisherigen Ausstellungsthemen entsprach dem stetigen Sorgfaltsbestreben Dresdner Ausstellungsmacher.
Der wissenschaftliche Leiter der Ausstellung, Karl Süpfle, formulierte den Anspruch an das Gesamtkonzept so: „An das Wissen und Gewissen jedes Einzelnen wendet sich die Ausstellung; sie will lehren und einprägen, was jeder Einzelne wissen, tun und lassen muß, um seine eigene Gesundheit zu erhalten und zu fördern, aber auch um dem Gesamtwohl des Volkes und der Gesundheit der kommenden Generationen zu dienen. […], dass alle Schichten unseres Volkes aufs engste miteinander verbunden sind und sein müssen im gegenseitigen Verstehen und Helfen, im gemeinsamen Fühlen, Denken und Arbeiten“.

### Besondere konzeptionelle Punkte
Bemerkenswert sind einige Ausstellungspunkte, die aus heutiger Sicht beachtlich wirken. Beispielsweise wurden den Besuchern Grundbegriffe vom Klima und Wetter erläutert.
In der Gruppe Siedlung befand sich ein Musterschulhaus, das nach damals modernen reformerischen Grundsätzen konzipiert war. Dieses Gebäude verfügte über eine besonders günstige Lichtsituation in seinen Räumen und war mit Tischen und Stühlen so eingerichtet, dass der Unterricht nicht frontal, sondern in Gruppen erfolgen konnte.
Unter besonderer Fürsorge von Marta Fraenkel entwickelte sich bei den Vorbereitungen ein Themenbereich, der im Vorfeld gründliche Überlegungen aufwarf. Man hatte beabsichtigt, wichtige Belange der Frau im Alltag ausstellungstechnisch und konzeptionell aufzubereiten. Dazu schuf man den Themenbereich Die Frau in Familie und Beruf. Darin verbanden sich sozialhygienische Fragen mit gesellschaftlichen Aspekten. Der Bund deutscher Frauenvereine stellte sich inhaltlich hinter diesen Ausstellungsteil und gewährte dadurch wichtige Unterstützung. Fraenkel reflektierte im Rückblick von der Notwendigkeit, die Trennung von Beruf und Haushalt aufzulösen und dadurch die Mehrbelastung der Frau deutlich herauszustellen. Weiterhin bemühte man sich, Berufsbilder für Frauen aufzuzeigen und stellte heraus, dass lediglich 2 Prozent der von Frauen besetzten Stellen in der Wirtschaft durch Männer ersetzbar wären. An den von ihr gesetzten Themen ist ersichtlich, dass sie zu den progressiv-aufgeklärten Persönlichkeiten in Dresden um 1930 gehörte.
Teil der Ausstellung war ferner die erste öffentliche Präsentation eines Gläsernen Menschen.

## Gliederung und Bauten

Hundertbrunnenstraße

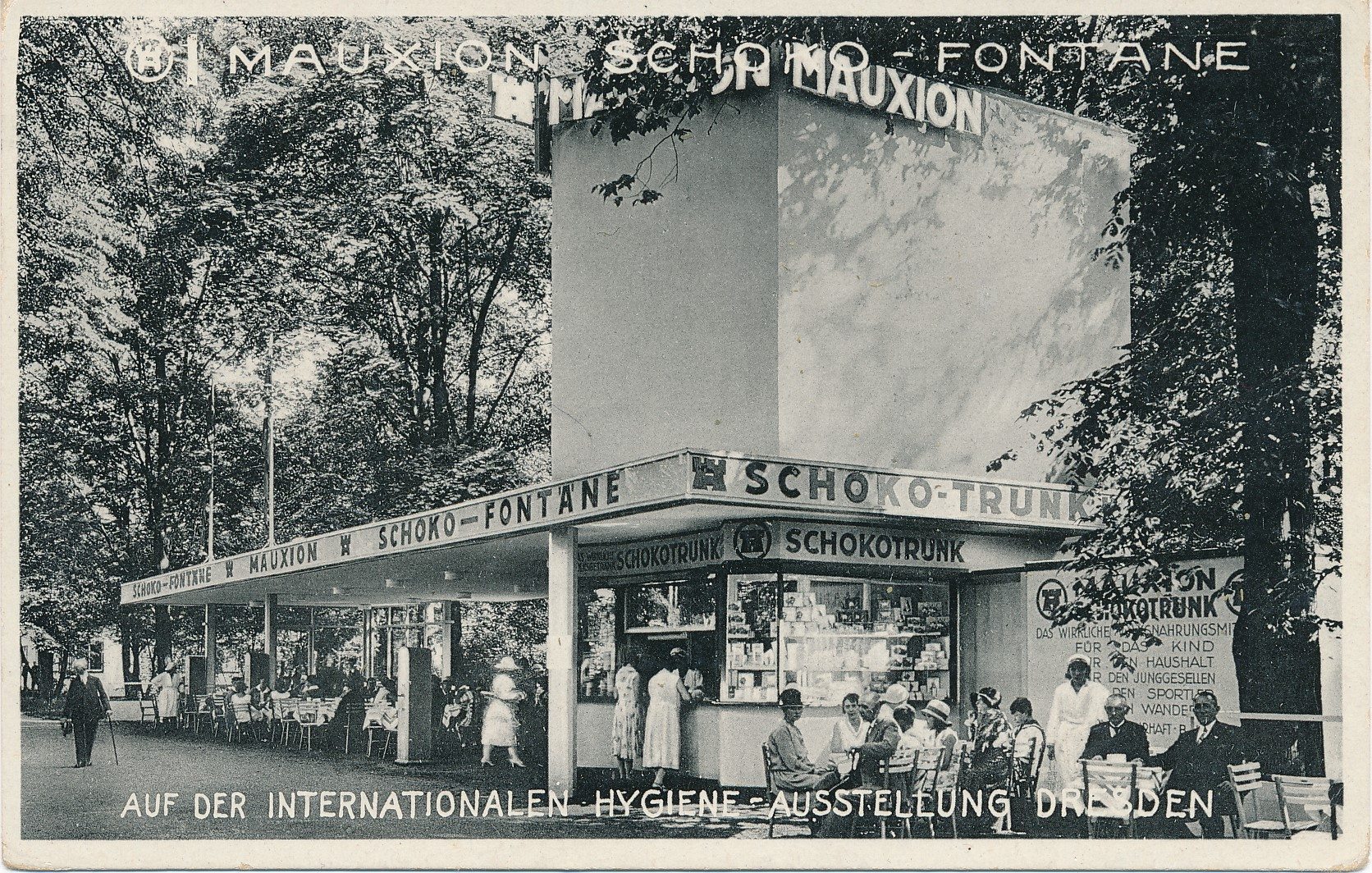
Mauxion Schokotrunk-Verkaufsstand

Die Ausstellung beanspruchte eine Fläche von 359.000 Quadratmetern. Davon waren 46.700 Quadratmeter in Gebäuden gelegen. An ihr beteiligten sich 910 in- und ausländische Aussteller.
Die Ausstellungsfläche umfasste das Areal vom Städtischen Ausstellungspalast, Teile des Großen Gartens südlich der Hundert-Brunnen-Straße (heute Herkulesallee), die jenseits der Lennéstraße liegenden Freiflächen einschließlich des Deutschen Hygiene-Museums und fast die gesamten Sportstätten.

### Inhaltliche Gliederung
Auf der Grundlage ihrer inhaltlichen Konzeption ergab sich folgende Ausstellungsgliederung in drei Hauptgruppen:
 1. Wissenschaftliche Abteilung 

A. Deutsches Hygiene-Museum
B. Fachgruppen in den Ausstellungshallen
C. Ausstellung von Körperschaften
In den Teil C fielen die Bereiche der deutschen Länder. Vertreten waren Sachsen, Preußen, Thüringen, Bayern, die Freien und Hansestädte sowie Hessen. Bestandteil waren außerdem eine Abteilung deutscher Städte als Kollektivausstellung des Deutschen Städtetages sowie ferner noch die Abteilungen Versicherungsträger und Vereine und Verbände.
 2. Ausstellung der Nationen 

Dieser Bereich teilte sich in die einzelnen Länderpräsentationen und in die Gruppe der Internationalen Organisationen.
An Ländern waren mit eigenen Bereichen vertreten: Argentinien, Chile, Dänemark, Danzig, Großbritannien, Japan, Jugoslawien, Litauen, Mexiko, Niederlande, Norwegen, Österreich, Rumänien, Schweiz, Tschechoslowakei, Türkei, Union der Sozialistischen Sowjet-Republiken sowie die Vereinigten Staaten von Amerika. Alle Staaten hatten sich aus Kostengründen für einen gemeinsamen Gebäudekomplex entschieden. Er umschloss den Platz der Nationen.
Unter den Internationalen Organisationen sind besonders die Hygiene-Organisationen des Völkerbundes und die Internationale Rotkreuz- und Rothalbmond-Bewegung aufzuführen.
 3. Industrie-Ausstellung 

In verschiedenen Hallen zeigten gewerbliche Aussteller ausstellungsrelevante Produkte aus den Gebieten Körperpflege, hygienische Aufklärung, Kinderbedarf, Lebensmittel, Kleidung, Wohnung, Sport, Arbeits- und Gewerbehygiene.
In dieser Hauptgruppe war auch die Sonderschau Das Krankenhaus angesiedelt. Sie hatte ihren Platz in einem Gebäude, das als Stadthalle konzipiert war und sich rückseitig beziehungsweise westlich an der Ilgen-Kampfbahn befand. Hier wurden den Besuchern 40 original ausgestattete Räume gezeigt. Die Krankenhauswäscherei und -küche waren im laufenden Betrieb zu betrachten.
Die Präsentation von Krankenhauseinrichtungen muss im Vorfeld der Eröffnung von besonderem Interesse gewesen sein. Stadtrat Temper schrieb im offiziellen Katalog unter der Überschrift Warum eine Sonderschau Das Krankenhaus …?: „Die Hygieneausstellung ist der geeignete Ort, die mit den allgemeinen Gesundheitsproblemen eng zusammenhängenden Krankenhausfragen zur Darstellung zu bringen, was bisher in dieser umfassenden Weise noch auf keiner Ausstellung der Welt geschehen ist. … Der Zeitpunkt, in dem die ungünstige wirtschaftliche Lage dem weiteren Ausbau des Krankenhauswesens in Deutschland für einige Zeit gewisse Reserve auferlegen muß, ist der geeignete Augenblick, einmal einen geschlossenen Überblick über den derzeitigen Stand der Krankenhausprobleme zu geben.“

### Bauten

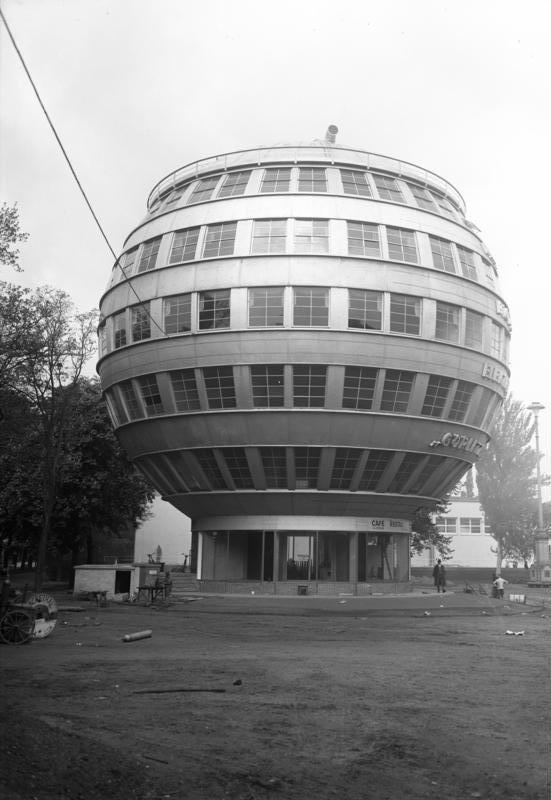
Das Kugelhaus kurz nach Renovierungsarbeiten 1930

Die Verantwortung für den Gesamtbebauungsplan der Ausstellung lag in den Händen von Stadtbaurat Paul Wolf. In dieser Eigenschaft war er der Vorsitzende vom Bauausschuss. Diesem gehörten weitere namhafte Personen an, darunter Emil Högg, Wilhelm Kreis, Georg Seiring und Carlwalter Straßhausen.
Die Architektur der temporären Ausstellungsgebäude war ein Produkt fortschrittlicher Auffassungen zu Formen und Gestalt im Städtebau. Der Einfluss vom Geist der Neuen Sachlichkeit ist klar zu verspüren. Flache Dächer, bänderartige Fensteranordnungen und überall waltende Nüchternheit prägen das Bild der Ausstellung. Der Platz der Nationen ist dafür ein gutes Beispiel. Die um ihn herum angeordneten Bauten mit glatten und schmucklosen Wänden verfügten über einen Wandelgang, der aus einem säulengestützten Überdach bestand.
Herausragendes bauliches Element sind der Chlorodont-Turm an der Lennéstraße sowie das bereits anlässlich einer anderen Ausstellung 1928 eröffnete Kugelhaus.
Besucher mit gültigen Tickets konnten die beiderseits der Lennéstraße liegenden Ausstellungsareale über eine Fußgängerbrücke betreten und mussten auf diese Weise das kostenpflichtige Gelände nicht verlassen.
Eine Besonderheit und für die Attraktivität des Ausstellungsbesuches wichtig, war die schmalspurige Ausstellungsbahn (Liliputbahn). In offenen Wagen und gezogen durch eine kleine Dampflokomotive konnten die Besucher das gesamte Ausstellungsgelände auf einer Streckenlänge von 1600 Metern fahrend erkunden. Die Spurweite betrug 381 Millimeter. Diese Bahn ist in Teilen, aber mit völlig anderer Spurführung, im Großen Garten von Dresden erhalten geblieben und als frühere (DDR) Pioniereisenbahn bzw. heute als Dresdner Parkeisenbahn bekannt. Für die Querung der Lennéstraße waren besondere Sicherheitsmaßnahmen durch das Personal erforderlich, damit keine Kollisionen mit vorbeifahrenden Automobilen oder der Straßenbahn erfolgten. Die Ausstellungsbahn fuhr mit mindestens sechs Wagen und hatte neben den Endbahnhöfen weitere sechs Haltepunkte. Eine Fahrt der gesamten Streckenlänge kostete 50 Pfennig. Das Konzept der Ausstellungsbahn war nicht ganz neu. Dresden hatte bereits einmal im Jahr 1900 auf dem Ausstellungsgelände eine elektrische Bahn mit größerer Spurweite in Betrieb.

## Ausstellungsorganisation
Die Ausstellungsorganisation war ein kompliziertes Gebilde aus zahlreichen Ausschüssen und Sondergruppen. Prinzipiell gab es eine Trennung zwischen den hauptamtlich Beschäftigten der Geschäftsleitung. Dieser ging aus dem Personalstamm der Jahresschauen deutscher Arbeit hervor. Die Vorstandsfunktion übte der langjährig erfahrene Carlwalter Strasshausen aus. Ihm zur Seite standen der Kaufmännische Direktor Friedrich Leege, der Vorstand für die wissenschaftliche Leitung Karl Süpfle sowie die wissenschaftliche Geschäftsführerin Marta Fraenkel. Es gab weitere 30 Mitarbeiter für die vielfältigen Organisationsarbeiten (ohne Aufsichtspersonal). Wichtig ist in diesem Zusammenhang zu nennen, dass die Stadt Dresden seit der Zeit vor dem Ersten Weltkrieg ein eigenes Städtisches Ausstellungsamt betrieb, welches der Stadtrat Köppen bereits langjährig als Vorstand führte. Mit dieser städtischen Behörde wurde die Ausstellungspolitik zwischen der Stadtverordnetenversammlung, anderen kommunalen Stellen und Landesbehörden koordiniert.
Weitere, aber ehrenamtlich wirkende Gremien unterstützten die umfassenden Vorbereitungen und Begleitprogramme der Internationalen Hygiene-Ausstellung. Die Präsidiumsmitglieder – Oberbürgermeister Bernhard Blüher, Stadtrat und Bankdirektor Krüger, Stadtbankdirektor Graupner (Schatzmeister), Stadtverordneten-Vorsteher Clemens Dölitzsch und weitere Persönlichkeiten – schufen aus ihren Dienststellungen die notwendigen gesellschaftlichen Verknüpfungen. Als offizieller Vertreter der Reichsregierung wirkte der Reichsminister a. D. Wilhelm Külz, die Vertreter des Sächsischen Staates waren Geheimrat Klien und Ministerialrat Großmann. Als Ehrenpräsident hatte man den Reichspräsidenten Paul von Hindenburg gewonnen, der eine repräsentative Funktion erfüllte.
Ferner bestanden ein Ehrenausschuss (200 Personen) und ein Ehrenkomitee der fremden Staaten und der internationalen Organisationen (28 Personen), das Ehrenpräsidium mit dem Reichskanzler Heinrich Brüning an der Spitze, weiterhin Reichsaußenminister Julius Curtius, Reichstagspräsident Paul Löbe, Reichsfinanzminister Paul Moldenhauer, Reichspostminister Georg Schätzel, Reichsarbeitsminister Adam Stegerwald, Reichsinnenminister Joseph Wirth und andere hochrangige Personen.
Für spezielle Aufgaben existierte der Wirtschaftsausschuss, Finanzausschuss, Finanzverwaltungsrat, Wissenschaftliche Arbeitsausschuss, Wissenschaftliche Ausschuss, Bauausschuss, Ausschuss für Verkehr und Äußeres, Presseausschuss, Prüfungsausschuss, Gartenbauausschuss, eine Gruppe Architekten und künstlerische Mitarbeiter sowie das Plakat-Preisgericht.